# Лінда Маккензі
Лінда Маккензі (англ. Linda MacKenzie; 14 грудня 1983) — австралійська плавчиня, олімпійська чемпіонка.

## Виступи на Олімпіадах
| Олімпіада  | Дисципліна                            | Місце |
| ---------- | ------------------------------------- | ----- |
| Афіни 2004 | плавання на 200 метрів вільним стилем | 19    |
| Афіни 2004 | плавання на 400 метрів вільним стилем | 7     |
| Афіни 2004 | плавання на 800 метрів вільним стилем | 10    |
| Афіни 2004 | естафета 4 × 200 вільним стилем       | 4     |
| Пекін 2008 | плавання на 200 метрів вільним стилем | 12    |
| Пекін 2008 | плавання на 400 метрів вільним стилем | 10    |
| Пекін 2008 | естафета 4 × 200 вільним стилем       | 1     |